# Waverley (elbil)

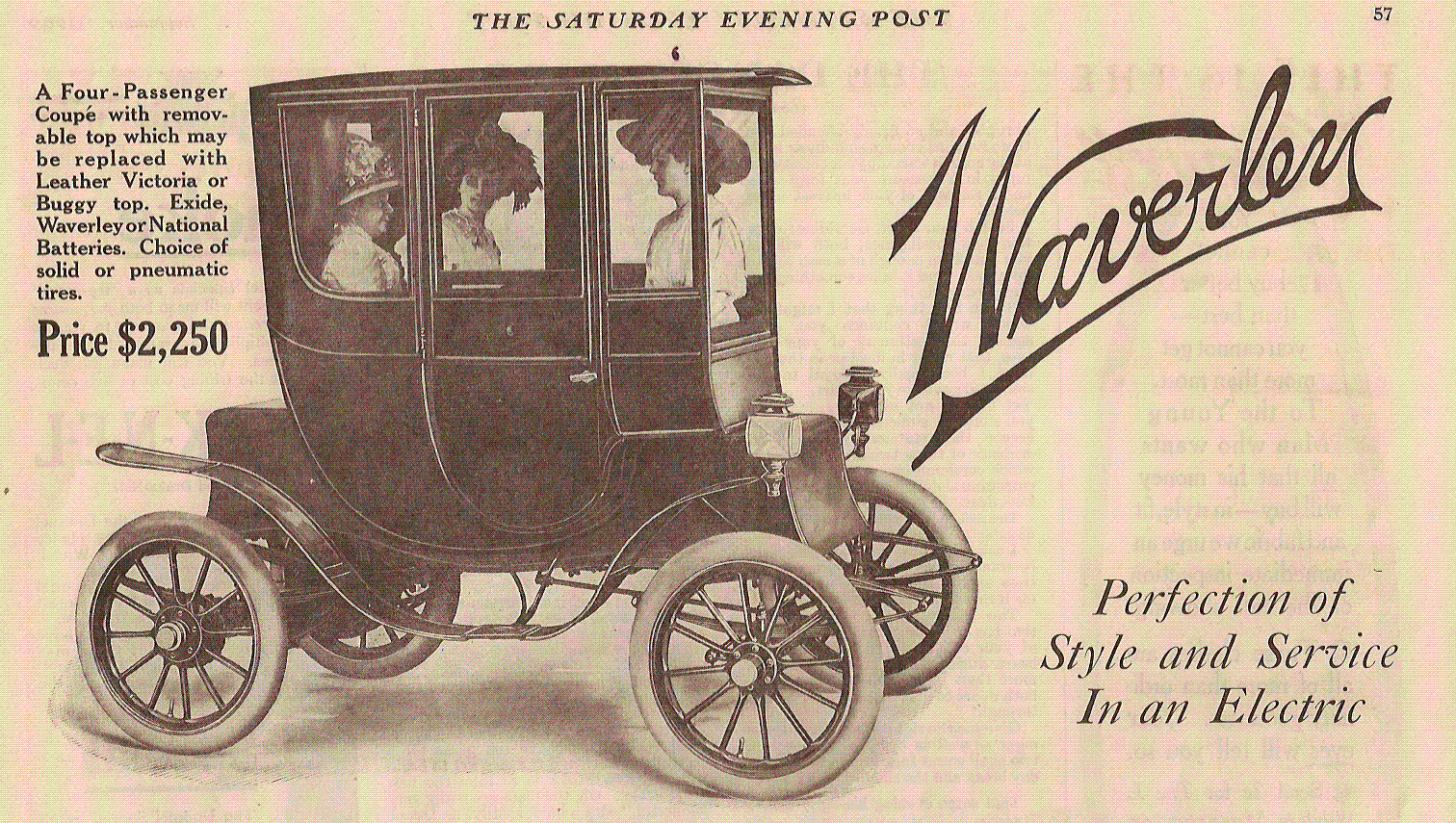
Waverley Coupe i en annans i The Saturday Evening Post 1910

Waverley var ett amerikanskt märke för elbilar, vilka producerades i Indianapolis i Indiana mellan 1898 och 1916 av ett företag under olika ägare och namn.
Waverley började som ett märke för cyklar, vilka tillverkades av Indiana Bicycle Company. Företaget började bilproduktion 1878 med en tvåsitsig "runabout", men bilmodellen gjordes större 1902 till en fyrsitsig bil. 
En del av modellerna hade drivning på framhjulen och en del på bakhjulen, beroende på var förarplatsen placerades. Senare hade bilarna en karosstopp för att likna tidens bensindrivna bilar. Denna modell kallades "Sheltered Roaster", men fick senare benämningen Model 90. 
Indiana Bicycle Company bytte namn till American Bicycle Company år 1900 och till International Motor Car Company 1901. Företaget köptes därefter 1904 av Pope-koncernen och ingick i denna som Waverley Deparment of Pope Motor Car Company. Pope-koncernen gick i konkurs 1908, men affärsfolk i Indianapolis räddade produktionen av Waverley genom det nybildade Waverley Company. Detta företag lade ned sin tillverkning 1916.

## Waverley i Sverige
Den första elbilen i Sverige var en Waverley "runabout", som importerades 1898 av bilhandlaren Adolf Östberg i Stockholm.
Waldemar Jungner uppfann 1899 nickel-kadmiumbatteriet, som lagrade energi mycket bättre än dåtidens blybatterier. År 1900 demonstrerade han sitt batteri genom att köra en Waverley tolv timmar i sträck i ett varv Karlavägen, Narvavägen, Strandvägen, Birger Jarlsgatan och Sturegatan på Östermalm i Stockholm, 148 kilometer på en enda laddning.

## Bildgalleri

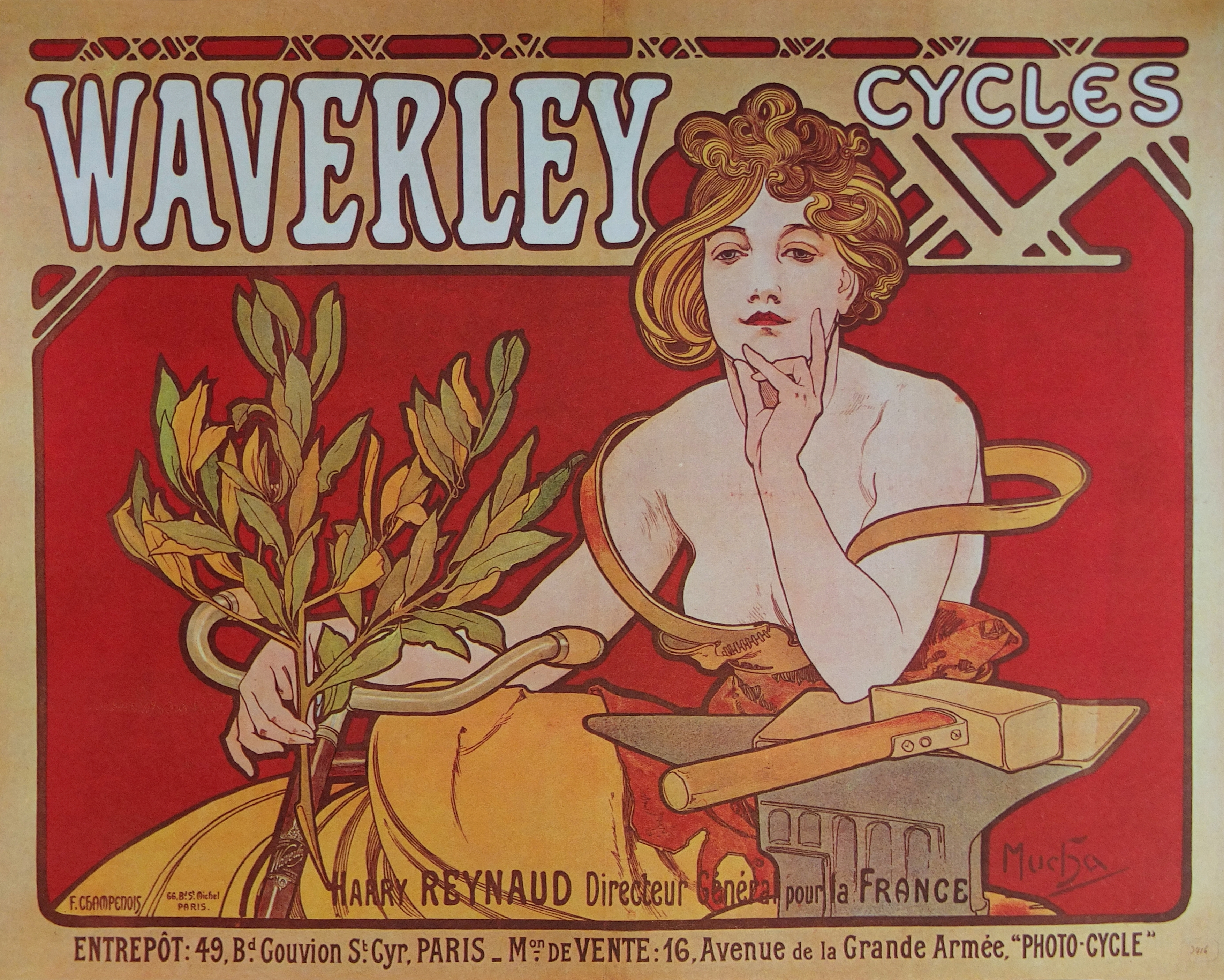
Annons för Waverley cyklar, 1898
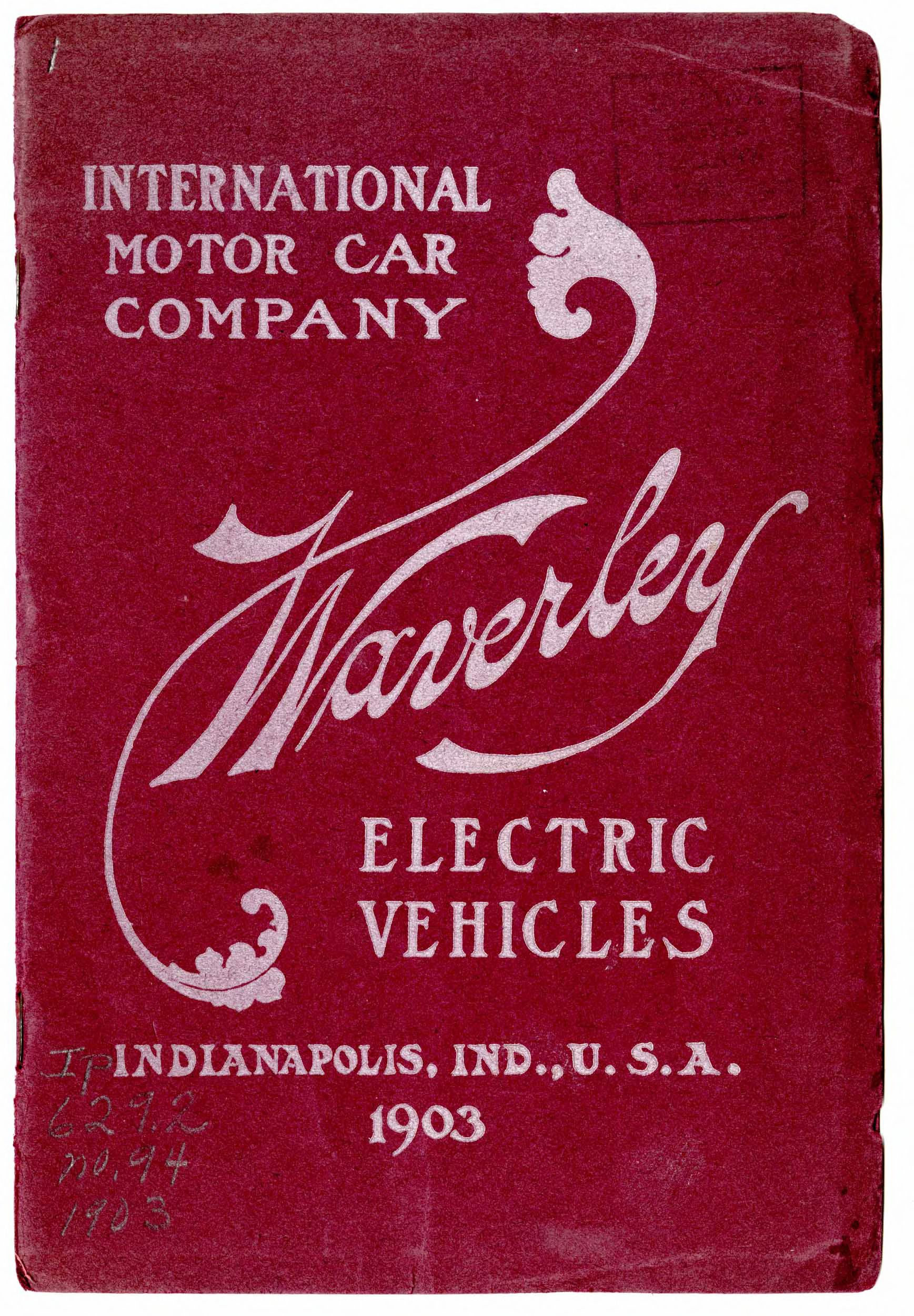
Företagsannons, 1903
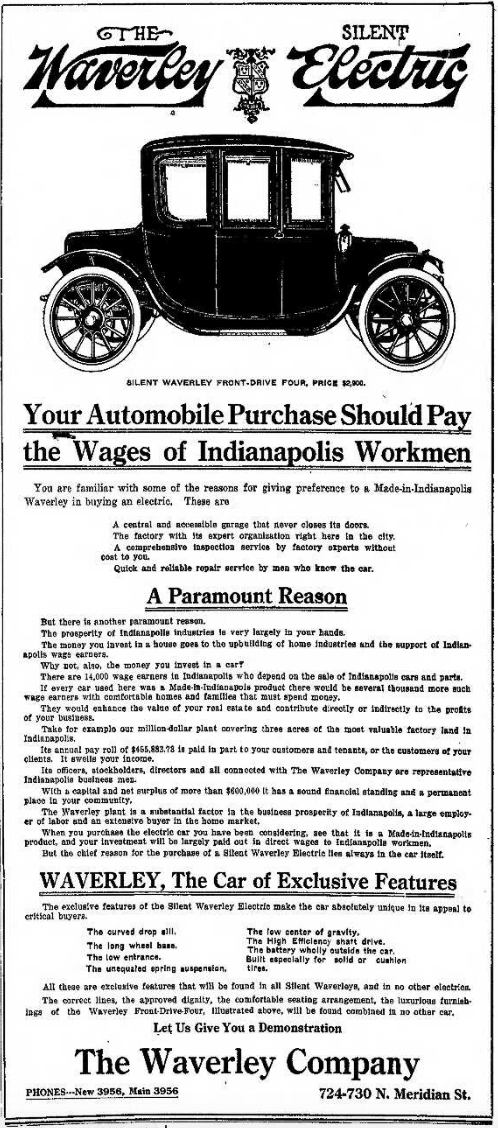
Annons för en fyrapersoners framhjulsdriven Waverley elbil , 1903
En Waverley från 1903 på veteransbilsloppet London to Brighton Veteran Car Run, 2009
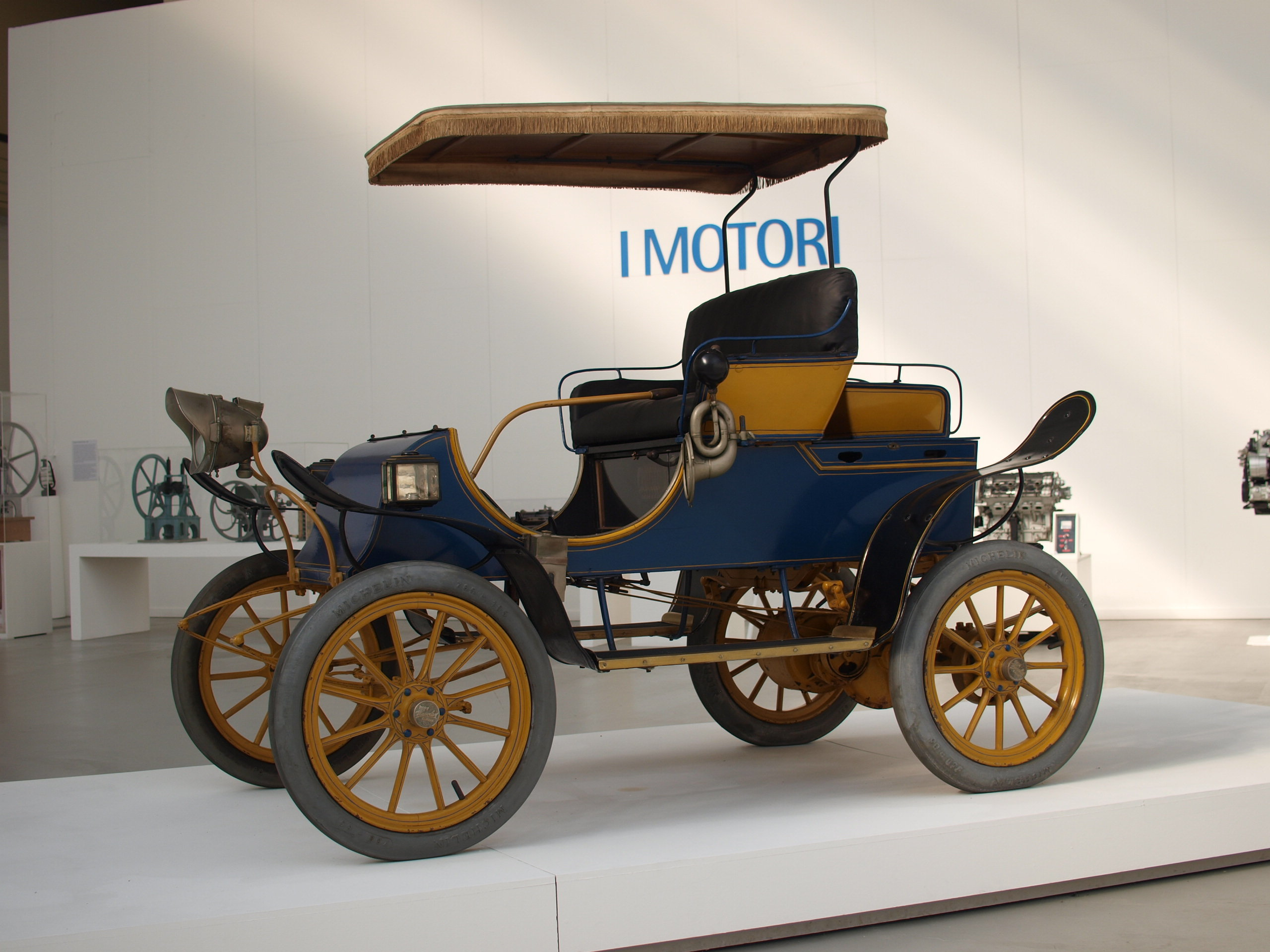
Pope-Waverley "runabout", 1907
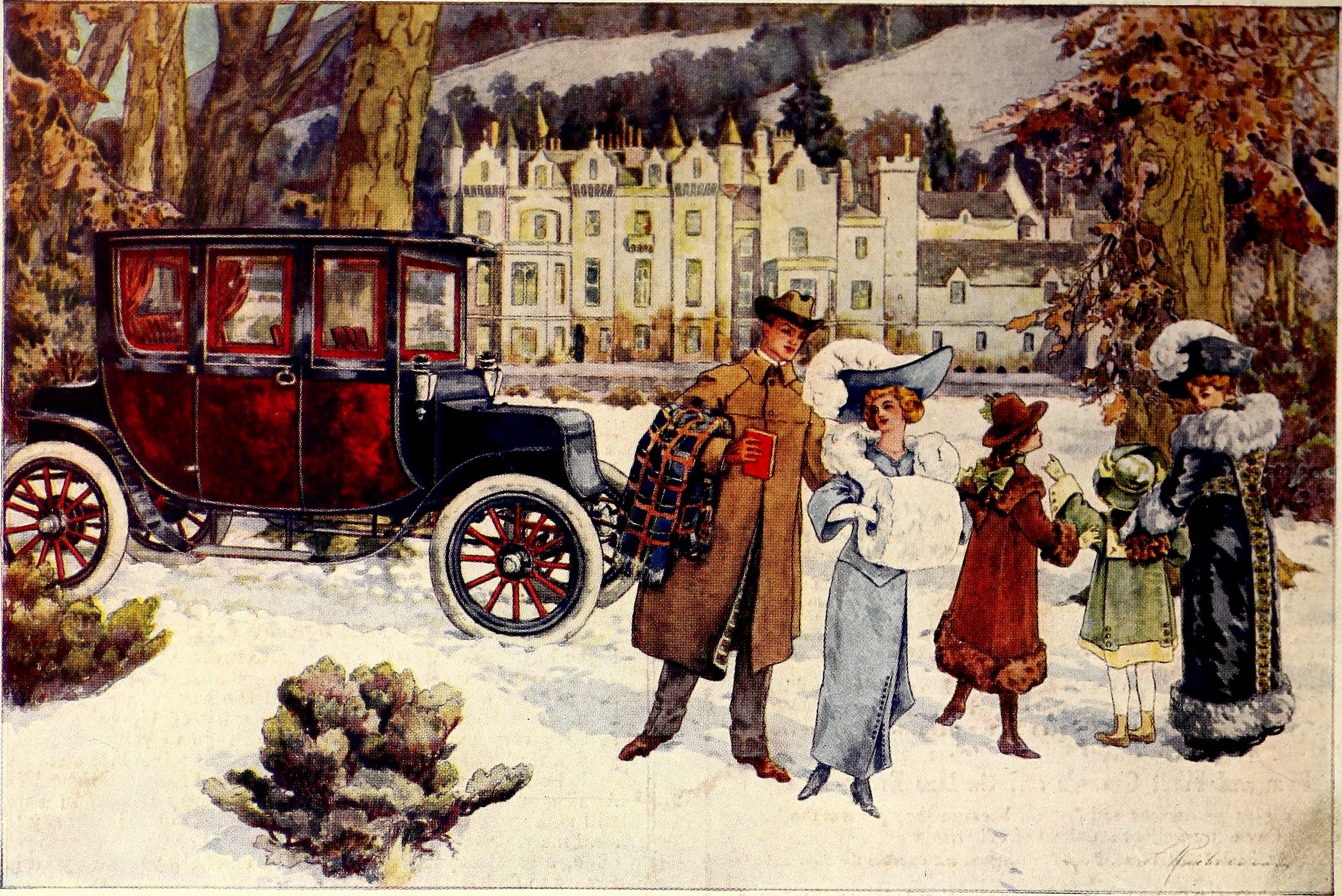
Illustration i American Homes and Gardens med en femsitsig Waverley Model 98 Limousine från 1912